# Ulrike Nagel (Juristin)
Ulrike Nagel (geboren 1961 in Münster) ist eine deutsche Juristin in der Kommunalverwaltung und Kommunalpolitikerin. Von 2008 bis 2020 war sie Richterin am Verfassungsgerichtshof Rheinland-Pfalz, von 2011 bis 2019 Bürgermeisterin von Kusel.

## Ausbildung
Nach dem Abitur in Münster studierte Ulrike Nagel Rechtswissenschaften an der Universität Münster.
Sie beendete das Studium 1987 mit der Ersten Juristischen Staatsprüfung. Während der Referendarzeit im Bezirk des Pfälzischen Oberlandesgerichts Zweibrücken absolvierte sie erfolgreich den Aufbaustudiengang Europäische Integration an der Universität des Saarlandes. 1990 legte sie die Zweite Juristische Staatsprüfung ab.

## Beruflicher Werdegang und politisches Engagement
Seit 1990 war Frau Nagel als Verwaltungsjuristin bei der Kreisverwaltung Kusel tätig. 2008 leitete sie dort die Dezernate Jugend und Soziales sowie Kommunales, Schule, Kultur und Recht. Im April 2021 war die Kreisverwaltungsdirektorin für die Abteilung für Ernährung, Gesundheit und Soziale Dienste verantwortlich.
Von November 2011 bis zur Kommunalwahl 2019 war sie zudem ehrenamtliche Stadtbürgermeisterin von Kusel.
2017 kandidierte sie für die SPD bei der Kommunalwahl für das Amt der Landrätin des Landkreises Kusel. Überraschend setzte sich im zweiten Wahlgang Otto Rubly (CDU) mit fast 2000 Stimmen Vorsprung (54,7 Prozent) gegen Ulrike Nagel (45,3 Prozent) durch, die Siegerin des ersten Wahlgangs gewesen war.
Die Dezernentin war vom 14. Februar 2008 bis 13. Februar 2014 Mitglied des Verfassungsgerichtshofs Rheinland-Pfalz. Für die Amtsperiode vom 19. November 2014 bis 18. November 2020 wurde sie erneut vom Landtag in das Amt gewählt.

## Ämter und Mitgliedschaften
- Langjähriges Mitglied der SPD-Fraktion des Verbandsgemeinderats Kusel, über 10 Jahre davon Fraktionsvorsitzende[5]

## Verfahren
2015 war sie an der Entscheidung des Verfassungsgerichtshofs beteiligt, mit der die Zwangsfusion der Verbandsgemeinden Maikammer und Edenkoben für verfassungswidrig erklärt wurde.

## Privatleben
Die Juristin ist verheiratet und Mutter zweier Kinder.